# カシケ
カシケ、またはカシキ（cacique,スペイン語: [kaˈθike, kaˈsike]; ポルトガル語: [kɐˈsikɨ, kaˈsiki]; 女性形: cacica）は、タイノ語から派生した言葉で、コロンブス到来以前の時代の、バハマ、大アンティル諸島、小アンティル諸島北部の部族の首長や指導者の称号を表す。新世界への到着時にタイノ族に遭遇して以来、スペイン人はこの言葉を、占領した西半球の領土で遭遇した、他の先住部族の指導者の称号としても使用するようになった。

## カシケの成立
アメリカ大陸の征服時代、スペインは（アステカ王国などの）旧支配機構を消滅させたが、地方自治についてはアルテペトルと呼ばれる行政単位を残した。アルテペトルはいくつかの散在する集落で構成され、1人または複数の領主（トラトアニ）が治めており、これらの役職に就いていた者を追放することはほとんどなく、多くの地域でそのまま「カシケ」として引き継いだ。ただし植民地時代のカシケがすべてかつてのトラトアニだったわけではなく、クアウテモックの顧問だったトラコツィンがテノチティトランのカシケに任命されたケースや、各自治体で世襲の慣習が異なり任命に混乱があった。
植民地時代にはカシケは、征服者、エンコメンデロ、コレヒドール、宣教師と、インディオ社会との仲介者として機能した。首長職の権原は血統とスペイン人の承認にあったため、カシケは支配者の物質文化を積極的に取り入れて威信を誇示した。スペイン人は間接統治をやりやすくするため、カシケや土着貴族（プリンシパル）を優遇し、税の免除や、賦役貢納の受け取りを認めるなど、様々な特権を与えた。
早くも1530年ごろからゴベルナドールという行政の官職が各村に設けられるようになった。当初はカシケが兼任したが、16世紀半ば頃から投票で選ばれた者、もしくは副王が任命した者がゴベルナドールになり、カシケの行政権は次第に小さくなった。
これと並行して、スペインの地方自治体（ムニシピオ）を元にして、16世紀半ばに参事会（カビルド）が設置され、徐々に、摩擦をともないながらカシケの業務を肩代わりしていった。カシケ自身の免税特権は保持されたが、インディオ人口の減少によって受け取れる貢納や賦役は目減りした。レパルティミエント制が始まると、労働力の分配に対する影響力もなくなった。このようにしてカシケの権威は失墜して衰退していく者が多かった一方で、18世紀には富裕で貴族化したカシケもいた。

## カシキスモ
その後、スペインとラテン・アメリカの両方で、この言葉は「支配力の強い地方の政治的なボス」を指すようになった。軍事的な力を背景にした独裁者を表すカウディーリョとは異なり、影響力が地方にとどまっている者を指す。さらに派生した言葉「カシキスモ (caciquismo)」は、「首尾よく選挙を有利に運んだ地方の政治家によって覆された民主システム」の意味で使用される。特に19世紀後半のスペインや、20世紀のメキシコを表現する際に使用される。

## 参照
1. 1 2 3 4 5 6 7 8 9 10  染田1989、pp.34-37　「Ⅰ スペイン領アメリカ　ヌエバ・エスパーニャ副王領」篠原愛人・執筆
2. ↑  ペルー副王領においてはインカ帝国のクラーカがこれにあたる。染田1989、p.105　「Ⅱ スペイン領アメリカ　ペルー副王領」染田秀藤・執筆
3. 1 2  大貫1987、p.107　「カシケ」 黒田悦子・執筆
4. ↑  大貫1987、p.107　「カシキスモ」松下洋・執筆
5. ↑  Varela Ortega, José (2001). El poder de la influencia: Geografía del caciquismo en España: (1875-1923). Centro de Estudios Políticos y Constitucionales. ISBN 84-259-1152-4